# Omnism

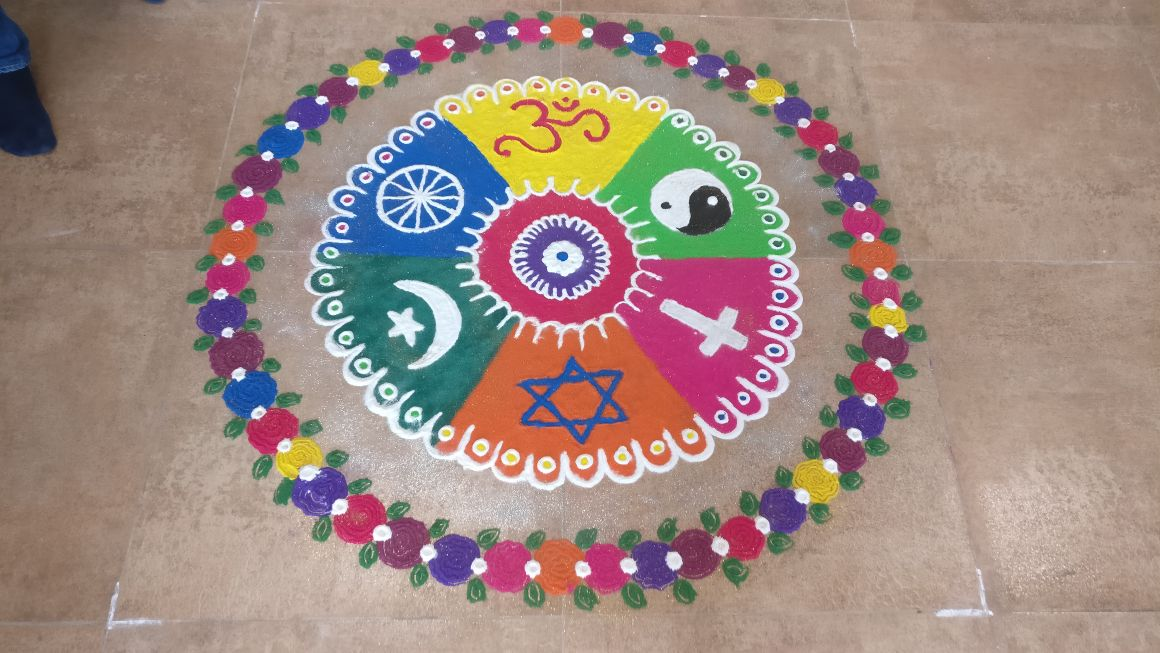
O mandala artistică cu simboluri asociate cu șase religii mondiale care exprimă iubirea ca valoare comună

Omnismul este credința în toate religiile. Cei care susțin această credință sunt numiți omniști. În ultimii ani, termenul a reapărut datorită interesului omniștilor auto-descriși din zilele noastre, care au redescoperit și au început să redefinească termenul. Omnismul este similar cu sincretismul, credința într-o fuziune a credințelor în armonie. Cu toate acestea, poate fi văzută și ca o modalitate de a accepta existența diferitelor religii fără a crede în tot ceea ce pretind ele. Mulți omniști spun că toate religiile conțin adevăruri, dar că nicio religie nu oferă tot ceea ce este adevăr.

## Utilizare contemporană
Utilizarea contemporană a modificat „credința în toate religiile” pentru a se referi mai mult la o acceptare a legitimității tuturor religiilor . Dicționarul englez Oxford afirmă că un omnist crede „într-un singur scop sau cauză transcendentă care unește toate lucrurile sau oamenii”. Omniștii interpretează acest lucru ca însemnând că toate religiile conțin elemente diferite ale unui adevăr comun, că omniștii sunt deschiși la potențiale adevăruri din toate religiile. Dicționarul Oxford definește omnistul ca „o persoană care crede în toate credințele sau crezurile; o persoană care crede într-un singur scop sau cauză transcendentă care unește toate lucrurile sau oamenii sau membrii unui anumit grup de oameni”.  Edward Herbert, primul baron Herbert de Cherbury , considerat primul deist, a susținut că toate religiile sunt adevărate.  În poemul Toate religiile sunt una , William Blake a susținut că fiecare religie provine din revelația lui Dumnezeu. Henry Stubbe și alți socionieni au sintetizat o formă de creștinism mahomedan .  Universalismul unitar , care a apărut în urma Reformei protestante,  practică credințe omniste.  Alte organizații interconfesionale notabile includ Biserica pentru comunitatea tuturor popoarelor  și Parlamentul religiilor lumii a fost prima organizație cu scopul de a uni toate religiile. 

## Omniști cunoscuți
- Philip James Bailey , cel care a inventat termenul.[5]
- Ellen Burstyn , care se afiliează cu toate religiile, după ce a declarat că este „o deschidere plină de spirit către adevărul care trăiește în toate aceste religii”.[6]
- John Coltrane , după o experiență religioasă auto-descrisă care l-a ajutat să renunțe la dependența de heroină și alcool, a devenit mai profund spiritual, spunând mai târziu „Cred în toate religiile”.[7]
- Kyrie Irving , care a declarat că este omnist ca răspuns la condamnarea promovării sale a documentarului Hebrews to Negroes: Wake Up Black America .
- Chris Martin , care s-a referit la el însuși ca un „tot-teist”, un termen creat de el, referindu-se la omnism.
- Shaquille O'Neal , care se identifică ca fiecare religie, deoarece nu vrea să-i excludă sau să-i înstrăineze pe alții de diferite credințe. El a declarat că: „Veți crede ceea ce credeți. Religia musulmană și toate aceste religii există de mii și mii de ani. Deci cine sunt eu să spun: „Hei, nu face asta, nu face asta”. Crezi ceea ce ei cred, respecți ceea ce respectă și respecți acea persoană ca bărbat sau femeie, și vei ajunge departe
- Ramakrishna , misticul hindus, credea că toate religiile sunt adevărate.